# Niafunké
Niafunké (également orthographié Niafounké) est une petite ville et une commune malienne, situé sur le fleuve Niger, située à 250 km au sud-ouest de Tombouctou. Elle est le chef-lieu de la commune de Soboundou et du cercle de Niafunké dans la région de Tombouctou.

## Histoire
La ville a été fondée par un cultivateur du nom de Bilangala Baliandou de Kolondèle[réf. nécessaire]. Elle prend le nom de Niafoïdié qui signifie en songhaï « les enfants d'une même mère » avant d'évoluer par corruption en Niafunké.

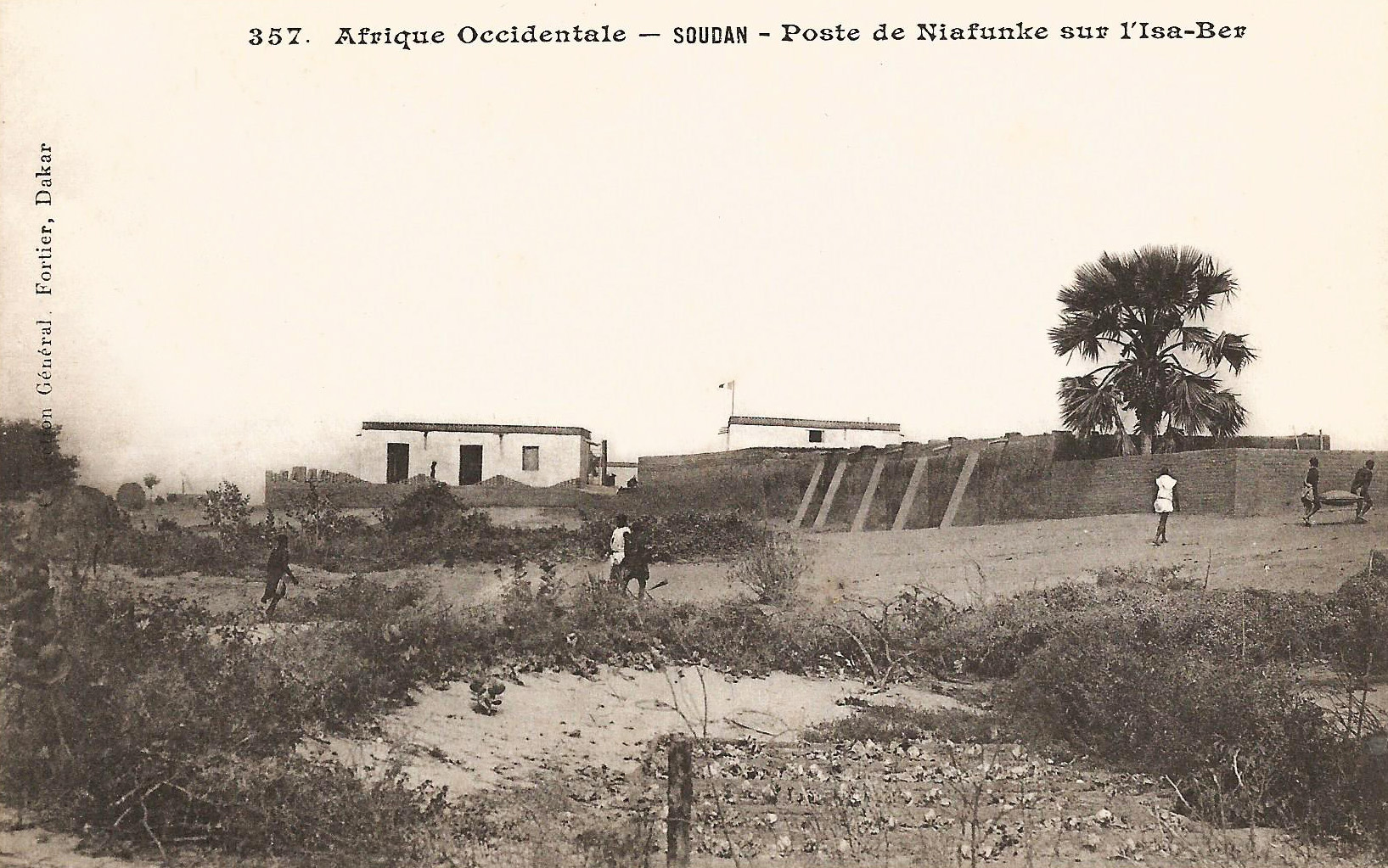
Poste de Niafunke sur l'Isa-Ber (photo Fortier).

Depuis le milieu des années 1990, Niafunké est devenue célèbre pour avoir été la ville de naissance du chanteur malien Ali Farka Touré, qui s'y est investi énormément en développant l'agriculture (installation de pompes à eau). Il en devint le maire le 30 mai 2004, jusqu'à sa mort en 2006.

## Administration
De l'indépendance du Mali jusqu'en 1977, le cercle de Niafunké appartenait à la région économique et administrative de Mopti, puis à cette date fut rattaché à la région de Tombouctou (6e région).
| Période                                  | Période  | Identité        | Étiquette | Qualité                         |
| ---------------------------------------- | -------- | --------------- | --------- | ------------------------------- |
| Les données manquantes sont à compléter. |          |                 |           |                                 |
|                                          |          | Ousmane Sall    |           |                                 |
| 30 mai 2004                              | 2006     | Ali Farka Touré | URD       | Cultivateur, musicien, chanteur |
| 2009                                     | En cours | Samba Bah       | URD       |                                 |

## Économie

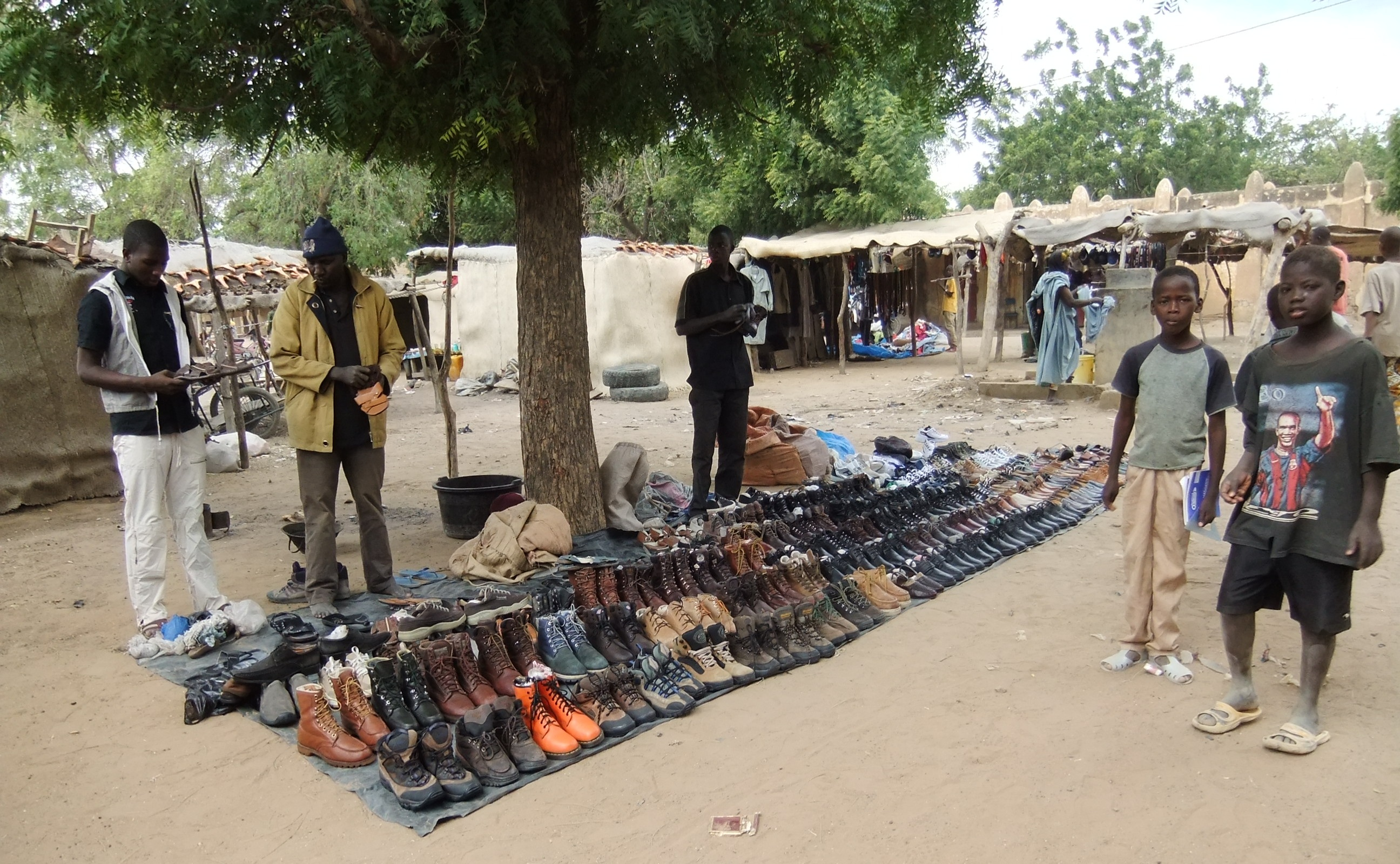
Marchand de chaussures à Niafunké.

L'économie de la ville de Niafunké est essentiellement locale, basée sur l'agriculture, l'élevage et la pêche, le commerce de marchandises. Il existe un tourisme croissant car Niafunké est une ville de transit : pour se rendre à Tombouctou par voie fluviale, ou pour aller découvrir les mégalithes de Tondidarou.

## Personnalités liées à la commune
- Ali Farka Touré (1939-2006), musicien et chanteur ayant vécu à Niafunké, dont il a été maire de 2004 à sa mort.
- Soumaila Cissé , né le 20 décembre 1949 à Tombouctou au Mali (alors Soudan français) et mort le 25 décembre 2020 à Neuilly-sur-Seine(France), est un homme politiquemalien. Ministre entre 1993 et 2002, il est longtemps le chef de file de l'opposition malienne et plusieurs fois candidat à la présidence de la République du pays (en 2002, 2013 et 2018).
- DR BOUBACAR SADA SY

## Niafunké et les arts
Ali Farka Touré, personnalité éminente de la ville, compose l'album Niafunké (1999) en hommage à celle-ci. En 2005, il a aussi participé à une chanson intitulée Monsieur le Maire de Niafunké, sur l'album In The Heart Of The Moon de Toumani Diabaté.
Au cinéma, Niafunké apparaît dans le film-documentaire Ali Farka Touré, le miel n'est jamais bon dans une seule bouche (2001) de Marc Huraux 2001 et également dans le film sur Boubacar Traoré et le blues de la boucle du Niger, Je chanterai pour toi (2001) de Jacques Sarasin.